# Jarnevići
Jarnevići – wieś w Chorwacji, w żupanii karlowackiej, w gminie Ribnik. W 2011 roku liczyła 33 mieszkańców.